# جامع الأزبك
جامع الأزبك من مساجد العراق التاريخية القديمة ويجاور جدران مبنى وزارة الدفاع، ويقع في جانب الرصافة من مدينة بغداد ويبعد عن جامع المرادية مسافة مائة وثلاثون مترا تقريباً، وتبلغ مساحته 1200 متر مربع، بينما تبلغ مساحة الحرم 600 متر مربع. شيد هذا الجامع في عام 1093هـ/ 1682م من قبل (عبد العزيز خان) الذي كان سلطان ولاية الأزبك، وكان بناؤه في المكان الذي دفن فيهِ عمه السلطان السابق لأوزبكستان (إمام قلي خان) الذي مر ببغداد في طريقهِ إلى مكة لأداء فريضة الحج لكنهُ توفى في هذا المكان ودفن فيه ببغداد عام 1650م. وتم تشييد هذا الجامع على قبرهِ بعد مدة لا تقل عن ثلاثين عاما وكانت الوفاة في زمن والي بغداد حسين باشا الذي كان يعتكف في الجامع كل ليلة جمعة ولم تطل أيامه حيث توفى ودفن بجوار مرقد الشيخ عبد القادر الجيلاني.
وقد أشرف جامع الأزبك على السقوط في عهد داود باشا في عام 1242هـ/1826م وهو أحد الولاة في الحكم العثماني، فتداركه الوالي وجدد بنيانه ووسع فناءه وشيد فيه منارته الصغيرة والمطلة على الشارع العام، ونصب لهُ إماماً وخطيباً ومدرساً وشيخاً، وأنشأ فيه سقاية مطلة على الطريق، ثم هدمت السقاية، وأنشأ فيهِ مدرسة فقهية، وكانت تصرف رواتب للطلاب الذين يدرسون في مدرسة هذا الجامع حيث كانت وزارة الأوقاف فيما بعد تتولى الانفاق على الطلاب من واردات أوقاف الجامع، ولقد جدد بناؤه مرة أخرى في عام 1296هـ/ 1879م. ويقع الجامع على يمين الداخل من الباب الغربي المعروف باسم باب المعظم، وهو الباب الذي هدمه الإنكليز في عام 1917م، وأزال الجيش البريطاني مبنى تكية الجامع عند دخولهم بغداد، وجدد الجامع مرة اخرى في فترة حكم عبد الكريم قاسم عام 1961 حيث هدم وأعيد بناؤه بهيئة حديثة بالكامل، وقد لجأ إليهِ عبد الكريم قاسم عند قيام انقلاب 8 شباط 1963 وقضى في الجامع مبيت ليلة قبل ان يعتقل ويعدم بعد ذلك، ومن العلماء الأعلام الذين دفنوا في هذا الجامع الشيخ محمد سعيد إمام الجامع والشيخ برهان أبدين بن مير گلال النقشبندي.

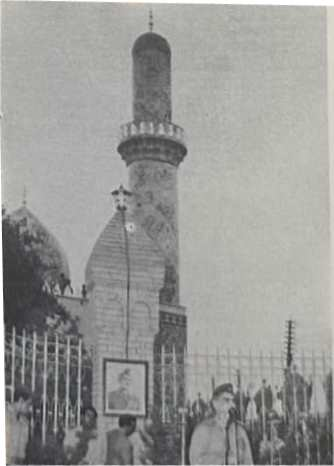
عبد الكريم قاسم يفتتح جامع الأزبك بعد اعادة بناؤه بهيئة حديثة بالكامل عام 1961

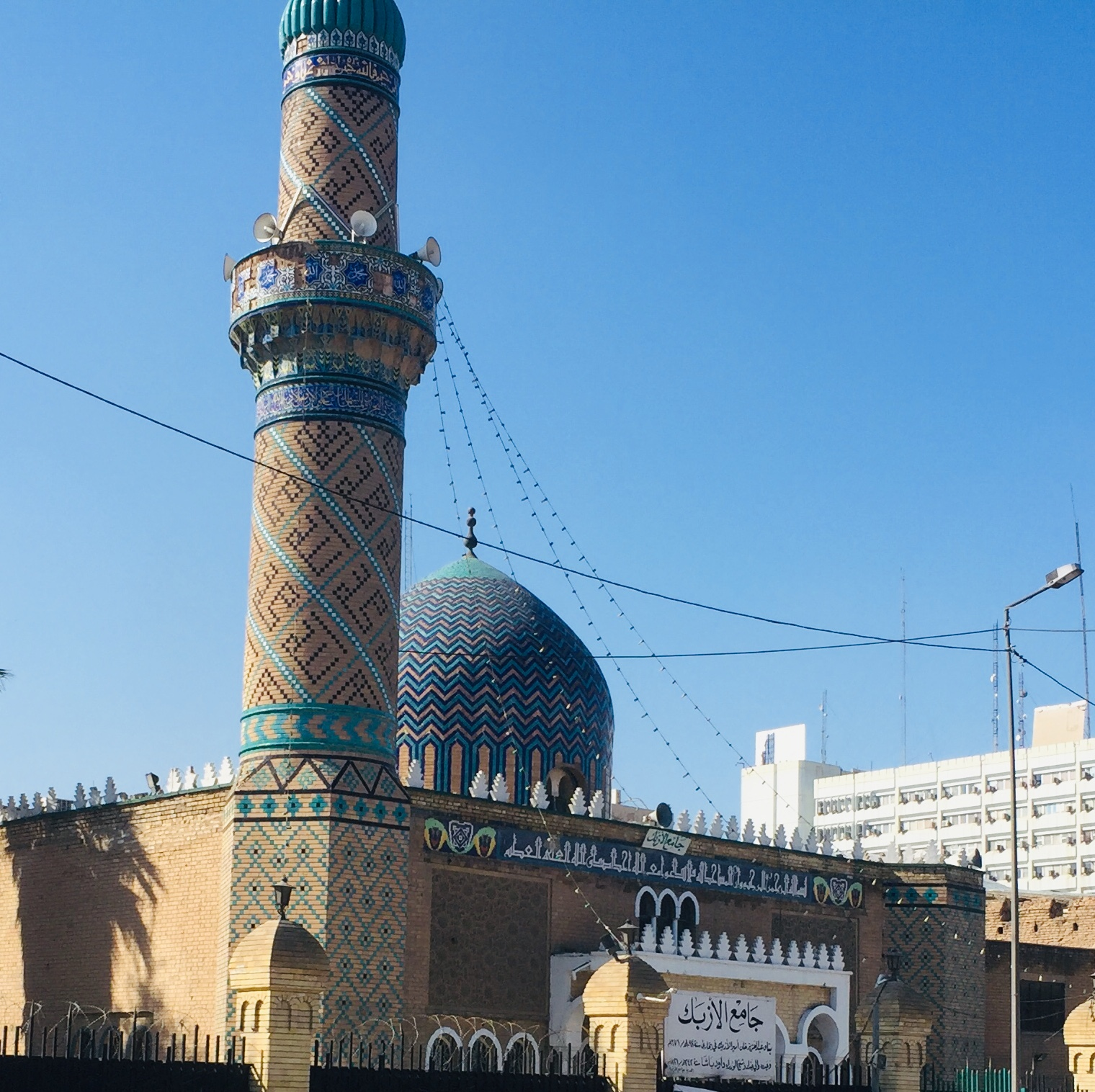
جامع الأزبك سنة 2023

وفي جوار الجامع كانت هناك زاوية يسكن فيها فقراء الأزبك، وقد خصص لهم ما يسد حاجتهم من إدارة الأوقاف المحلية في وقتها، وسمي جامع الازبك على اسم الذي بناه وهو من ولاية أزبكستان، من بلاد ما وراء النهر، ولأن أفراد شعب أوزبكستان يتجمعون فيهِ مع دواليبهم حيث كانوا يمتهنون حد السكاكين، وأهالي بغداد يسمونهم (الجراخين)، والأزبك هم من ما بقي من الجنود المقاتلين الذين جاءوا إلى بغداد مع جيش السلطان العثماني مراد الرابع عام 1638م.
ولقد ذكر ذلك الشيخ جلال الحنفي في أحد مقالاته بالصحف حيث قال: (ما مررت بمنطقة باب المعظم الا تذكرت بغداد عبر سنين طويلة يوم كان الداخل إلى بغداد يمر بجامع الازبك عن جهة اليمين الذي كان يقع عند مدخل الشارع فانه سيرى على بابه شعراً قاله شاعر بغداد في الحقب الماضية صالح التميمي إذ قال من بعض ما قال:
وكانت إلى جوار هذا الجامع تكية للأزبكية القادمين من أوزبكستان لهم فيها غرف ومأوى دائم وقد أزالوا هذه التكية بالمرة وشردوا ساكنيها وكنت إماماً وخطيباً في جامع الأزبك لمدة تنوف على العشر سنين وكانت أطيب أيام حياتي في هذا الجامع وقد أسست فيه جمعية الخدمات الدينية والاجتماعية وواصلت فيه إصدار مجلتي المسماة بمجلة الفتح).
وما زالت على سطح الجامع منارة مئذنة رفيعة، وللجامع منارتين منارة قديمة لم يبق منها سوى القاعدة، والمنارة الثانية هي المميزة لكونها أصغر منارة في بغداد ولقد بنيت في العهد الملكي وبني بقربه مبنى وزارة الدفاع، وجدد بناؤه من قبل ديوان الأوقاف عام 1380هـ/ 1960م، والجامع مستلم من قبل ديوان الوقف السني في العراق وحالياً تقام فيه الصلوات المكتوبة فقط، وآخر صيانة أجريت لهُ عام 2009م.